# Chloroclystis nubifera
Chloroclystis nubifera là một loài bướm đêm trong họ Geometridae.